# François Maignen
François Maignen (12 mai 1754 à Voulgézac - 27 mai 1797 à Paris), est un homme politique français.

## Biographie
Il est receveur des domaines du district de La Châtaigneraie, et devient, à la Révolution, membre de l'administration de ce district. Élu le 3 septembre 1791, député de la Vendée à l'Assemblée législative, le troisième sur neuf candidats, par 159 voix (274 votants), il siège dans la majorité réformatrice. Le 4 septembre 1792, le même département l'envoie à la Convention, le quatrième sur neuf, avec 201 voix (343 votants). Il est envoyé, en l'an III, à l'armée des Pyrénées-Occidentales. Il s'y fait peu remarquer, revient à Paris, et, après la session conventionnelle, est élu député de la Vendée au Conseil des Anciens, le 21 vendémiaire an IV, par 65 voix sur 98 votants. Il obtient le renouvellement de ce mandat le 22 germinal an V, avec 94 voix sur 109 votants, et meurt peu de temps après.

## Sources
- « François Maignen », dans Adolphe Robert et Gaston Cougny, Dictionnaire des parlementaires français, Edgar Bourloton, 1889-1891 [détail de l’édition]